# زولتان دوداش
زولتان دوداش (بالمجرية: Dudás Zoltán)‏ هو لاعب كرة قدم مجري في مركز الدفاع، ولد في 8 أغسطس 1933 في ميشكولتس في المجر، وتوفي في 12 نوفمبر 1989 في بودابست في المجر. لعب مع نادي بودابست هونفيد ونادي ديوسجوري.

## وصلات خارجية
- زولتان دوداش على موقع قاعدة بيانات كرة القدم.إي يو (الإنجليزية)
- زولتان دوداش على موقع ناشيونال فوتبول تيمز (الإنجليزية)
- زولتان دوداش على موقع عالم كرة القدم.نت (الإنجليزية)
- زولتان دوداش على موقع أوليمبيديا (الإنجليزية)
- زولتان دوداش على موقع اللجنة الأولمبية المجرية (الهنغارية)